# Pastis
Pour les articles homonymes, voir Pastis (homonymie).
Le pastis  (mélange, en provençal) est une boisson spiritueuse aromatisée à l'anis et à la réglisse à laquelle diverses recettes ajoutent diverses plantes aromatiques, notamment du fenouil.
Cette aromatisation peut être obtenue par différents procédés comme la macération et la distillation.
Variante de l'absinthe, il s'agit d'un apéritif traditionnel de la cuisine provençale et de la cuisine française.

## Définitions commerciales

### Union européenne
Conformément au règlement (UE) 2019/787 du Parlement européen et du Conseil du 17 avril 2019, il existe 44 catégories commerciales de boissons spiritueuses.

### Boisson spiritueuse anisée
Une boisson spiritueuse anisée est une boisson spiritueuse produite par aromatisation d'un alcool éthylique d'origine agricole avec des extraits naturels d'anis étoilé (Illicium verum), d'anis vert (Pimpinella anisum), de fenouil (Foeniculum vulgare) ou de toute autre plante qui contient le même constituant aromatique principal, par l'un des procédés suivants ou une combinaison de ceux-ci :
- macération ou distillation ou les deux ;
- distillation de l'alcool en présence des graines ou autres parties des plantes ci-dessus désignées ;
- adjonction d'extraits naturels distillés de plantes anisées.

Le titre alcoométrique volumique minimal d'une boisson spiritueuse anisée est de 15 %.
Une boisson spiritueuse anisée ne peut être aromatisée qu'avec des préparations aromatisantes et des substances aromatisantes naturelles.
D'autres extraits végétaux naturels ou graines aromatiques peuvent être utilisés en complément, mais le goût de l'anis doit rester prépondérant.

#### Pastis

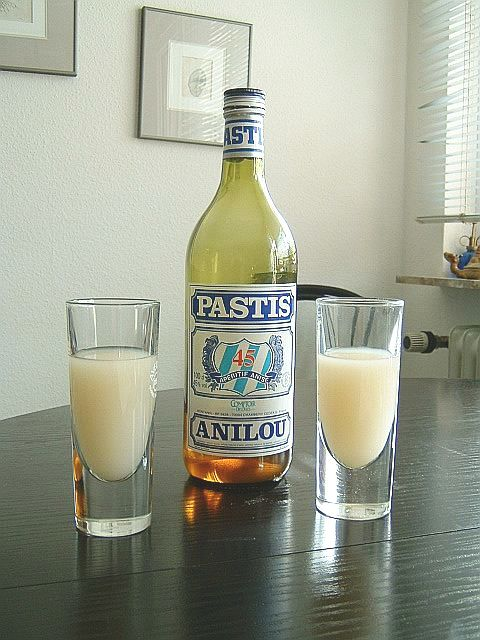
« Le pastis, c'est comme les seins : un, c'est pas assez, et trois, c'est trop. » citation humoristique de Fernandel.

Le pastis est une boisson spiritueuse anisée qui contient également des extraits naturels issus du bois de réglisse (Glycyrrhiza spp.), ce qui implique la présence de substances colorantes dites « chalcones », ainsi que celle d'acide glycyrrhizique, dont les teneurs minimale et maximale doivent être respectivement de 0,05 et de 0,5 gramme par litre.
Le titre alcoométrique volumique minimal du pastis est de 40 %.
Le pastis ne peut être aromatisé qu'avec des préparations aromatisantes et des substances aromatisantes naturelles.
Le pastis présente une teneur en produits édulcorants, exprimée en sucre inverti, inférieure à 100 grammes par litre et des teneurs minimale et maximale en anéthol de respectivement 1,5 et 2 grammes par litre.

#### Pastis de Marseille

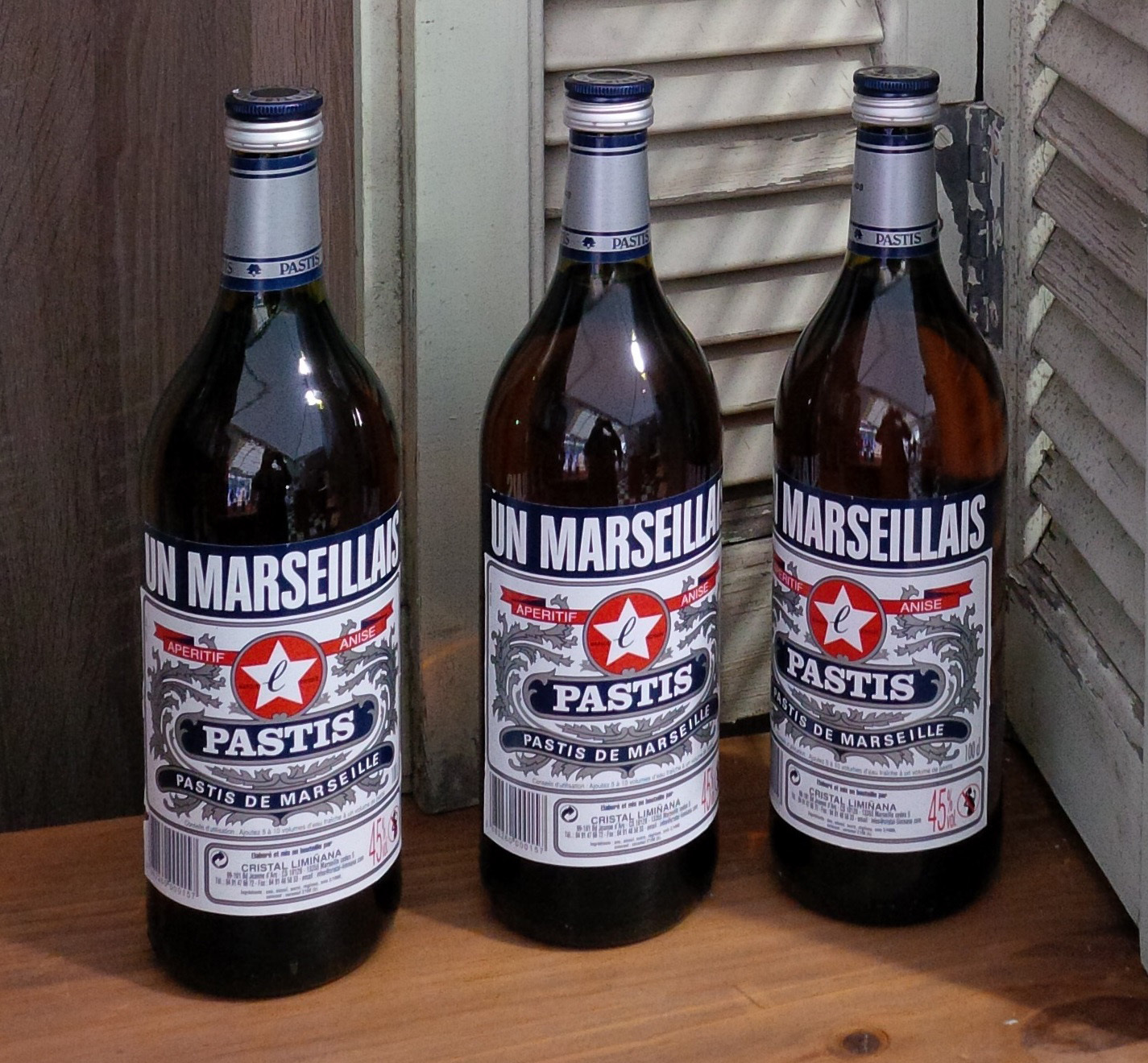
Pastis de Marseille « UN MARSEILLAIS ».

Le pastis de Marseille est un pastis au goût d'anis prononcé dont la teneur en anéthol se situe entre 1,9 et 2,1 grammes par litre.
Le titre alcoométrique volumique minimal du pastis de Marseille est de 45 %.
Le pastis de Marseille ne peut être aromatisé qu'avec des préparations aromatisantes et des substances aromatisantes naturelles.

## Histoire

### Les origines

#### 1918: Anis Pernod à Avignon

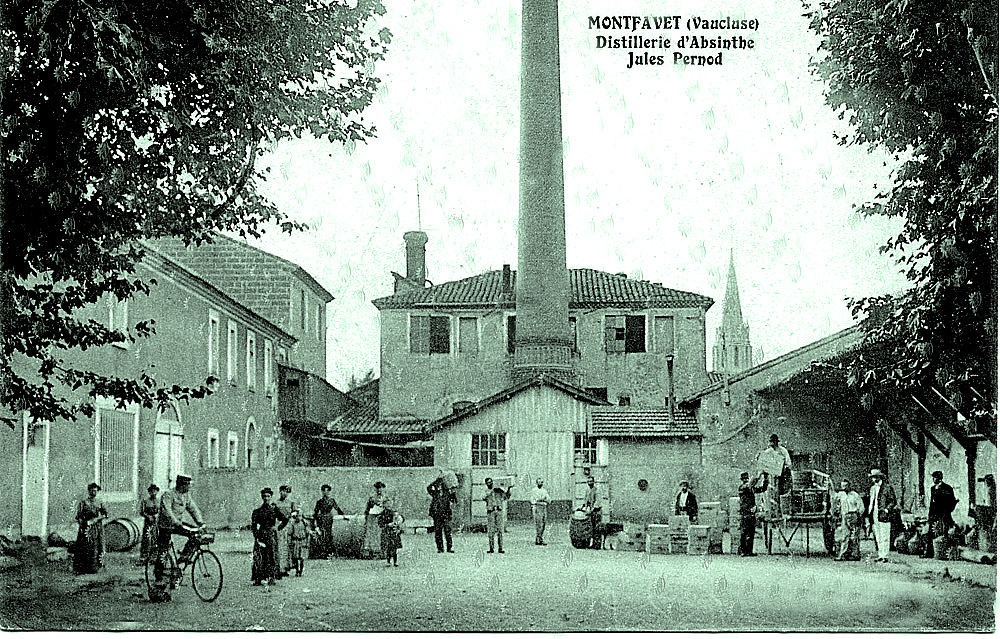
L'usine de Jules-Félix Pernod à Montfavet.

Le 16 mars 1915 (durant la première Guerre mondiale) l'absinthe et des boissons similaires sont interdites en France.
En 1918 à Avignon, en réaction, le fils d'un ancien industriel de l'absinthe, Jules-Félix Pernod dépose la marque Anis Pernod (variante autorisée de l'absinthe). C'est donc le véritable inventeur du pastis commercialisé à partir de son usine du quartier de Montfavet.
Après une période de frilosité où personne ne sait bien si ce spiritueux est vraiment légal, l’État finit par autoriser les boissons anisées.

#### 1932: Ricard à Marseille
En 1932 à Marseille, Paul Ricard fait preuve d'innovation en élaborant une recette incluant de l'anis étoilé, de l'anis vert et de la réglisse et obtient aussi le droit de vendre sa boisson anisée à 40° alors que le Pernod était à 30°.
Paul Ricard invente alors le mot Pastis  (issu de pastisson) qui signifie un mélange en provençal.
Son slogan est : « Ricard, le vrai pastis de Marseille ».
Un très large réseau de distribution permet à ses ventes de décoller et il devient le premier vendeur de pastis au détriment de Pernod.
En 1938, on autorise la production et la vente de pastis et boissons anisées titrant 45°.
Sous le régime de Vichy le pastis est interdit en août 1940 comme toutes les boissons au-dessus de 16° : l'usine Pernod est transformée en chocolaterie, Ricard produit du vermouth, des jus de fruits, des alcools carburants pour le maquis. À la Libération, la déception est d’autant plus grande que le nouveau gouvernement (principalement la ministre de la Santé Germaine Poinso-Chapuis, surnommée « chapeau pointu » par Paul Ricard) ne révoque que partiellement les dispositions de Vichy en n’autorisant que les apéritifs à 40° : une quarantaine de distillateurs clandestins produisent leur pastis. Une taxe est alors prélevée par leur syndicat pour financer d'éventuels procès. L'État soucieux de trouver de nouvelles recettes fiscales abroge la prohibition en 1949.

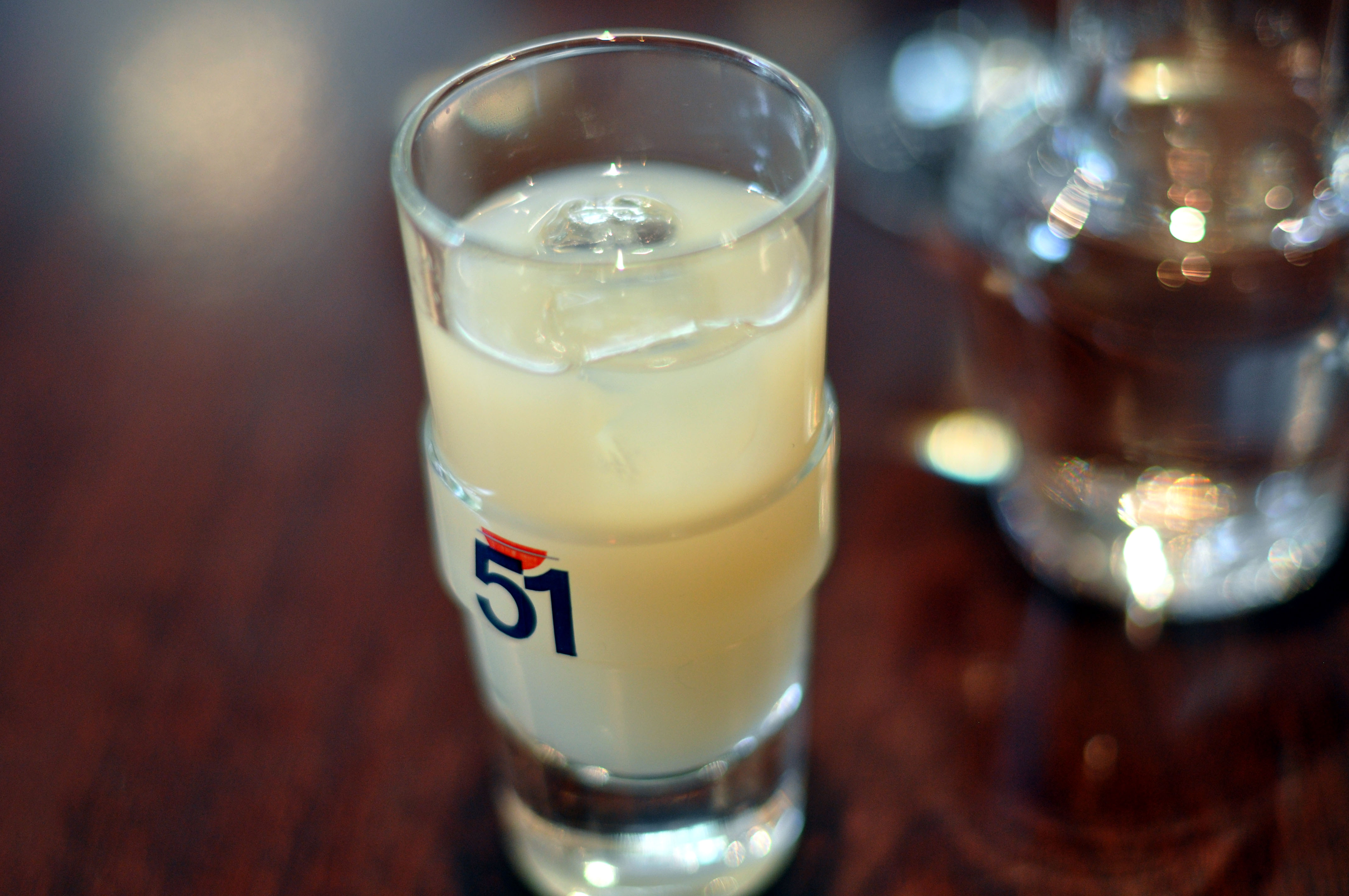
Pastis 51.

En 1951, une loi interdit la publicité des produits anisés par affiche et par presse, Pernod relance sa boisson sous l'appellation de « Pastis 51 » et envoie alors ses commerciaux (appelés « structure de propagande » à l'époque) qui contournent cette interdiction en développant des produits dérivés (pot à eau, cendrier, bob).

## Consommation

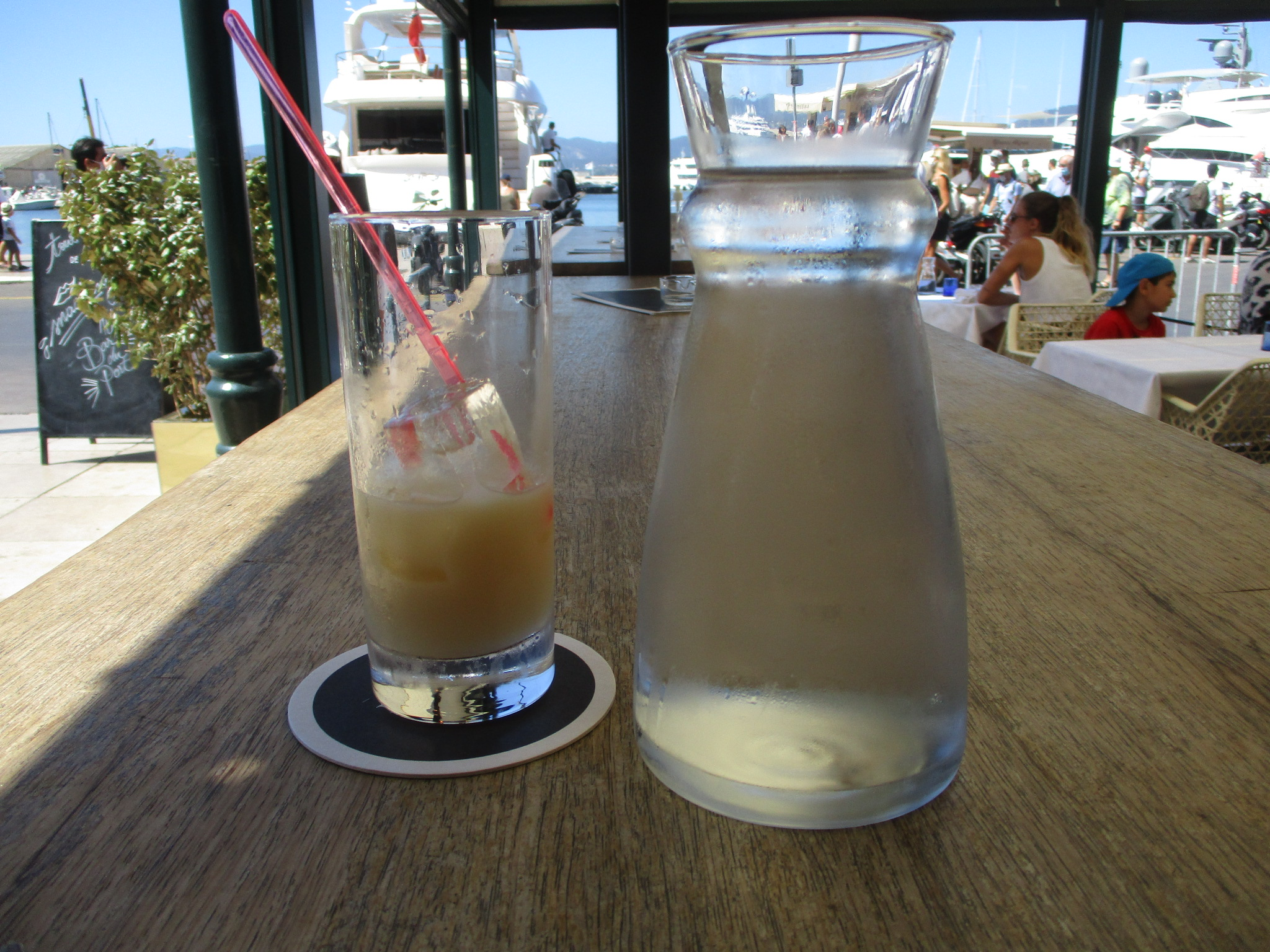
Pastis, glaçons, et eau fraîche.

Il se boit traditionnellement en apéritif, à compléter soi-même avec de l'eau fraîche et des glaçons selon son goût (généralement de cinq à sept volumes d'eau pour un volume de pastis). En France, la dose usuelle dans les cafés et brasseries est de 2 cl de pastis. Lorsque l'on fait le mélange en versant l'eau, on passe alors d'une couleur ambrée assez transparente à un jaune trouble un peu laiteux. Ce trouble est dû à une microémulsion de l'anéthol peu soluble dans l'eau  par l'effet Ouzo ; si l'on attend quelques heures, le trouble disparaît. Ce phénomène, désigné sous le terme de « louchissement » (on dit que le pastis « louchit »), apparaît aussi lors de la réfrigération du pastis pur (on dit alors que le pastis « paillette »).
En 2005, la consommation annuelle de boissons anisées en France est d'environ 135 millions de litres.

## Commercialisation

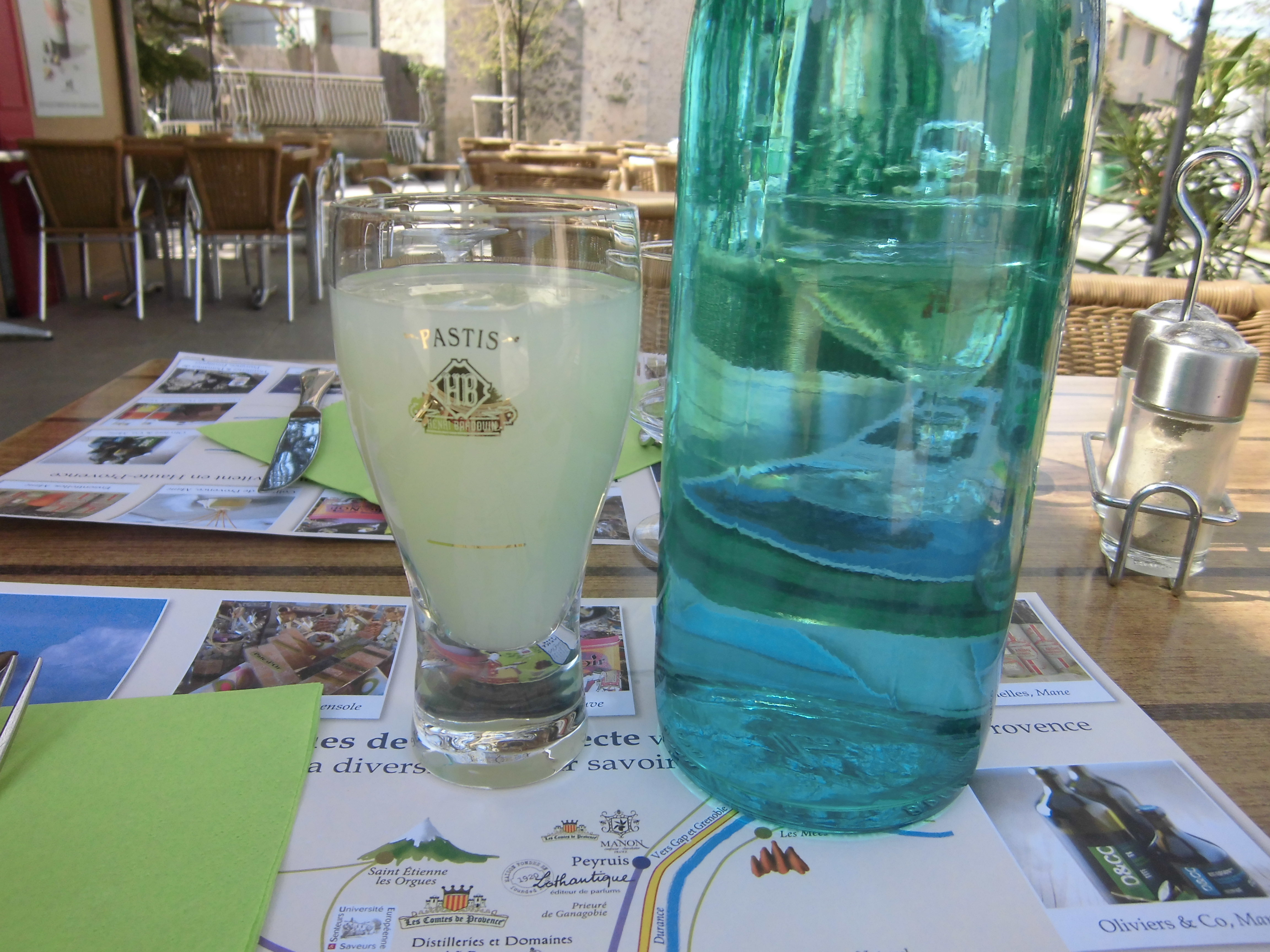
Pastis Henri Bardouin des Distilleries et Domaines de Provence.

Jusqu'à leur fusion en 1975, les sociétés Pernod et Ricard se livrent une concurrence rude sur le marché des boissons anisées qui atteint son apogée dans les années 1960. Le groupe Pernod Ricard domine aujourd'hui le marché mondial du pastis avec les marques Ricard et 51 (qui fut d'abord commercialisé en 1951 sous la marque Pernod 51, puis Pastis 51 de 1954 à 1999).
D'autres marques de pastis se partagent le reste du marché, notamment les Marseillais Duval et Casanis (tous deux la propriété du groupe Boisset et produits dans la même distillerie) et Berger (deux pastis, un blanc, Berger blanc et un jaune, Berger pastis de la société Gemaco de la maison Marie Brizard, détenue par le groupe Belvédère).
Depuis les années 1990, les marques dites « économiques » se sont approprié près de 40 % du marché français, parmi lesquelles Cigalis, la marque des hypermarchés Cora, ou encore la marque du maxidiscompteur Leader Price.
Des distillateurs locaux sont répartis dans l'arrière pays provençal ou méditerranéen. La société Cristal Limiñana, restée à 100 % familiale depuis 1884, fabrique dans son usine située à Marseille intra-muros le pastis Un Marseillais. La distillerie Janot, à Aubagne, produit différents pastis, dont la distribution est centrée en région PACA. Les Distilleries et Domaines de Provence avec leur Pastis Henri Bardouin, médaillé d'or du concours agricole de 2008, visent le marché haut de gamme des pastis plus complexes et raffinés. L'artisanal Pastis des Homs produit à Nant (Aveyron) obtient deux fois la médaille d'or du concours général agricole.
En 2016, la distillerie Larusée à Fenin crée le premier pastis artisanal de Suisse et obtient deux médailles d'or au Paris International Trophy et au Palmarès National de l'AVGF (Académie des Vins et de la Gastronomie Française) en 2019.

## Dénominations régionales
Le pastis est aussi appelé un jaune ou un flai (et non fly) en français dans le sud de la France. Il peut également s'appeler fenouil, pommade, flan, voire plus récemment flambi si la proportion d'eau est faible. On peut entendre dire qu'un pastis est « gras » lorsque la proportion d'alcool est importante. S'il est vraiment très gras, on l'appelle « yaourt ». On dit aussi pastaga (dérivation argotique classique en français, cf. poulet > poulaga = « policier ») dans le sud-est de la France, plus particulièrement du côté de Marseille. En langue provençale, on l'appelle surtout lou partaclet ou simplement l'aniseto.

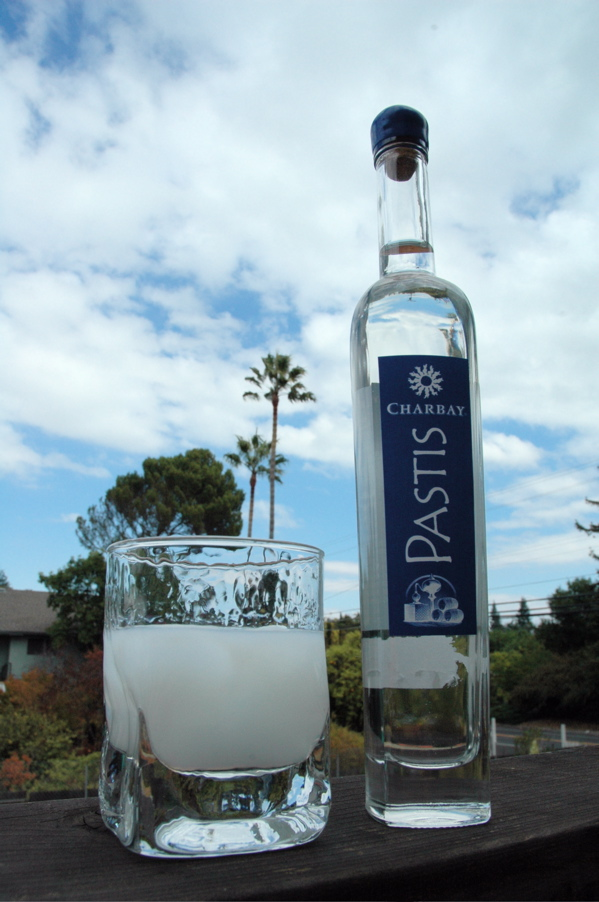
Pastis californien, produit par distillation.

Il est courant de demander « un Ricard » du nom de la société historique ayant réussi à lier le nom de sa marque à cette boisson dans l'esprit collectif, ou « un 51 » ou « un Janot », à partir des noms des marques les plus répandues.
La momie ou mominette est un pastis servi dans un petit verre. Dans certaines régions, c'est aussi une « demi-dose ». Un Gainsbourg (une des boissons préférées de l'artiste Serge Gainsbourg) est un double pastis 51, c'est-à-dire un 102. On utilise également le nombre 153 pour qualifier un triple pastis (3/4 de pastis, 1/4 d'eau).

## Boissons apparentées
Dans le bassin méditerranéen, les Balkans et le Caucase, on trouve d'autres boissons aromatisées à l'anis (en général de couleur blanche ou transparente et sans réglisse, ce qui les rend plus proches du berger blanc) :
- Algérie : l'anisette ;
- Grèce : l'ouzo ;
- Bulgarie, ex-Yougoslavie: la mastika ;
- Turquie, Arménie : le rakı ;
- Liban, Syrie, Israël, Jordanie, Palestine : l'arak ;
- Italie : la sambuca, l'anisette, le mistrà ;
- Espagne : l'aguardiente, l'anis del Mono (Badalona), l'anis, le chinchon et la cazalla.

## Quelques fabricants de pastis

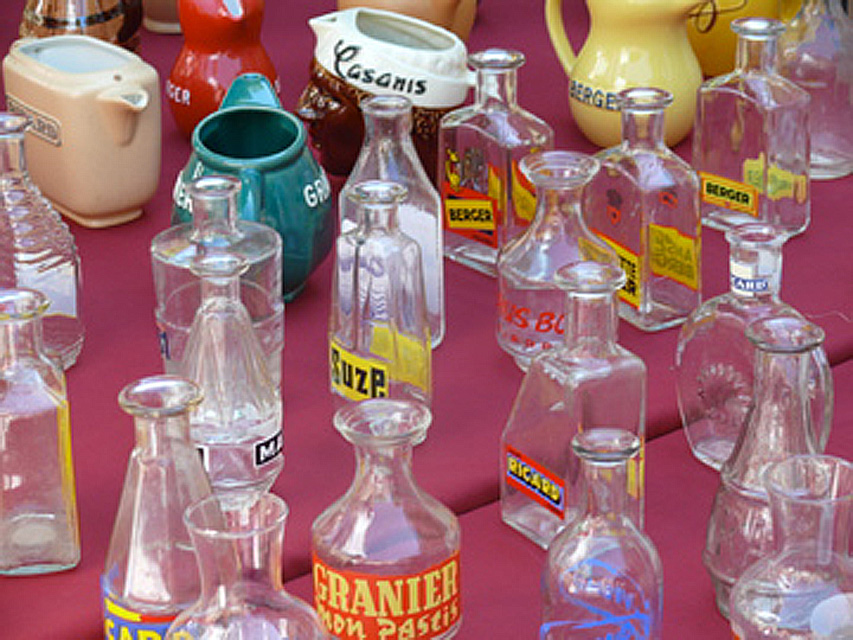
Différents produits dérivés collectors de marques de pastis.

- Pernod Ricard fabricant de Ricard, Pastis 51
- Distilleries et Domaines de Provence fabricant de Pastis Henri Bardouin
- La Martiniquaise fabricant de Casanis, Pastis Duval
- Pastis Berger
- Pastis 12/12 de Saint-Tropez (produit dans la distillerie Cristal Limiñana[18])
- Maison Janot[19]
- Pastis Dami
- Cristal Limiñana fabricant de UN MARSEILLAIS[20]
- Grand Rubren (Pastis à l'ancienne)[21]
- Distillerie des Alpes, Routin (Le Pastis des Alpes)
- Distillerie Eyguebelle-Ælred (Pastis Ælred)[22]
- Anis des Gones
- Bigallet (Pastis Bio)[23]
- Distillerie Meunier (Latitude 45°N Le Pastis des Alpes)[24]
- Le Pastis d'Avignon (Distillerie Manguin, Avignon)
- La Pastisserie Pastis Lis Estello
- Pastis Meskad - Distiloire
- Pastis Girard
- Larusée (en Suisse)
- Pastis de Nice
- Pastis Saint Loup - Distillerie Saint Loup

## Autres variétés de boissons anisées
- Pernod, boisson anisée
- Absinthe
- Anisette
- Arak
- Mastika
- Ouzo
- Pontarlier
- Rakı
- Sambuca

## Cocktails

### Sirops
- La mauresque (ou moresque), à base de pastis et de sirop d'orgeat, aussi appelée « EPO » eau, pastis, orgeat) par analogie avec l'érythropoïétine (EPO), parfois utilisée par des sportifs comme agent dopant.
- Le pélican, à base de pastis et de sirop de pêche.
- Le prince des villes, à base de Berger Blanc exclusivement et de sirop de pêche, servi dans un verre à bière.
- Le perroquet, à base de pastis et de sirop de menthe.
- Le rourou, à base de pastis et de sirop de fraise.
- Le flamand rose, à base de pastis et de sirop de framboise.
- La tomate ou pomme d'amour (nom de la tomate en provençal), à base de pastis et de sirop de grenadine.
- Le caribou, à base de Sirop d'érable.

### Sodas
- La limonette, à base de pastis et de limonade. Un verre, deux pailles.
- Le mazout, à base de pastis et de Coca-Cola.
- Le pétrole, à base de pastis et de bière.

### Jus de fruits
- L'innocent, à base de pastis et de jus de goyave.

### Alcools
- Le sazerac, à base de pastis (parfois remplacé par de l'absinthe ou du Pernod) et de whisky de seigle ou de cognac.
- Le Stopstou, mélange de pastis et de picon.
- Herbsaint Legendre
- La Pelouse ou Perroquet Sauvage, à base de pastis et de Get 27.

## Gastronomie

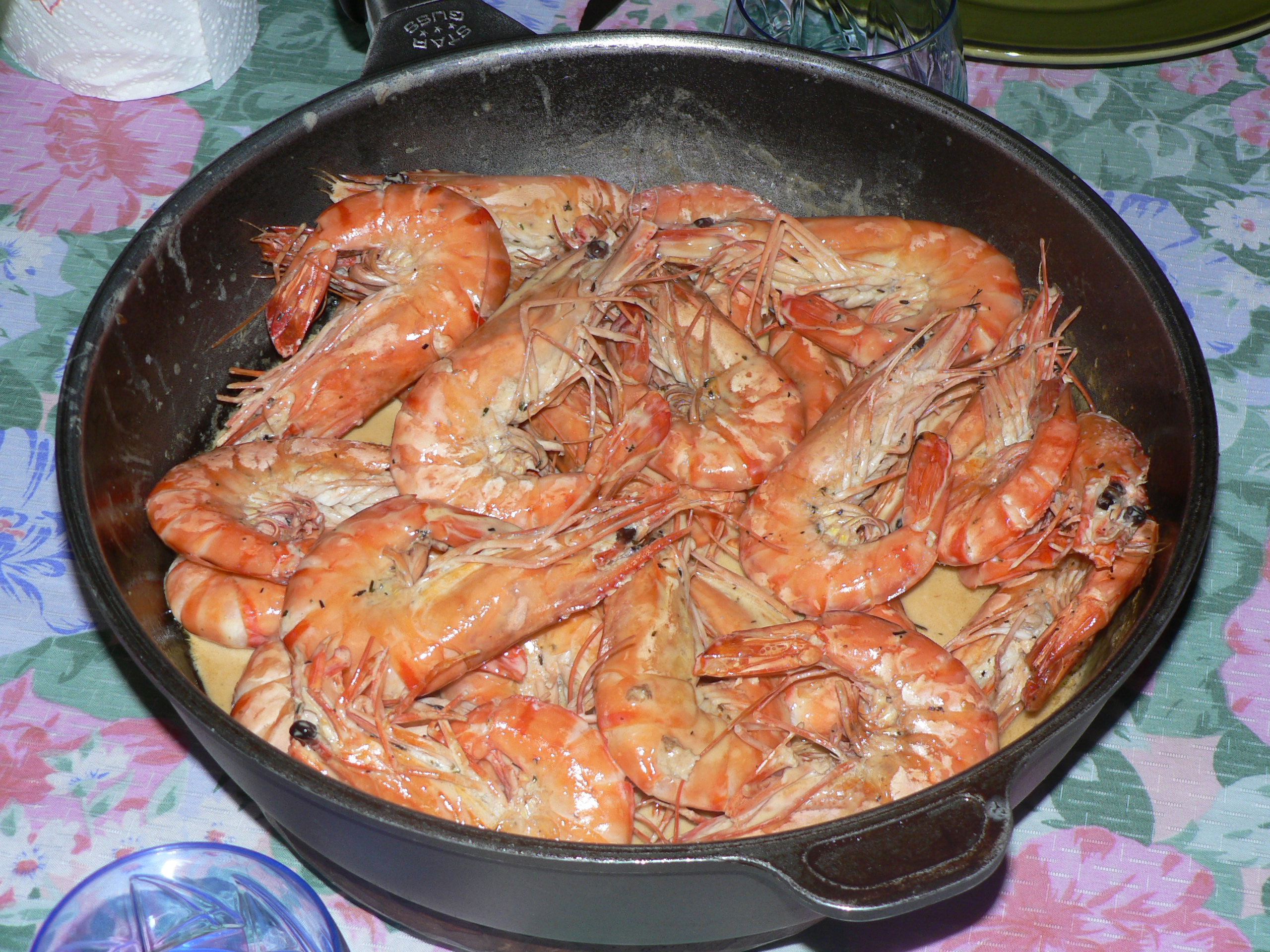
Gambas flambées au pastis.

Le pastis (ou toute autre forme d'alcool, anisé ou non) peut entrer dans la confection d'un certain nombre de recette de cuisine, comme les gambas flambées au pastis, poulet au pastis, moules au pastis, salade niçoise au pastis, brochettes de thon au pastis, melon au pastis, daurade ou loup au pastis, terrine au pastis, coupe de fraises au pastis, rouget au pastis, moutarde au pastis, soupe d'agrumes au pastis, omelette au pastis, la crème glacée au pastis, etc.,, La cuisson supprime généralement toute trace d’alcool dans le plat fini.

## Au cinéma
- 1931 : Marius, film tiré de la pièce de Marcel Pagnol.
- 1963 : La Cuisine au beurre, film avec Fernandel et Bourvil.
- 2006 : Camping, de Fabien Onteniente, lors d'un apéritif avec Claude Brasseur, Mathilde Seigner, Franck Dubosc, Mylène Demongeot, Frédérique Bel[28]